# Powiat Dithmarschen
Powiat Dithmarschen (niem. Kreis Dithmarschen, duń. Ditmarsken) – powiat w niemieckim kraju związkowym Szlezwik-Holsztyn. Siedzibą powiatu jest miasto Heide. Powiat obejmuje ziemie krainy historycznej Dithmarschen.

## Podział administracyjny
W skład powiatu Dithmarschen wchodzi:

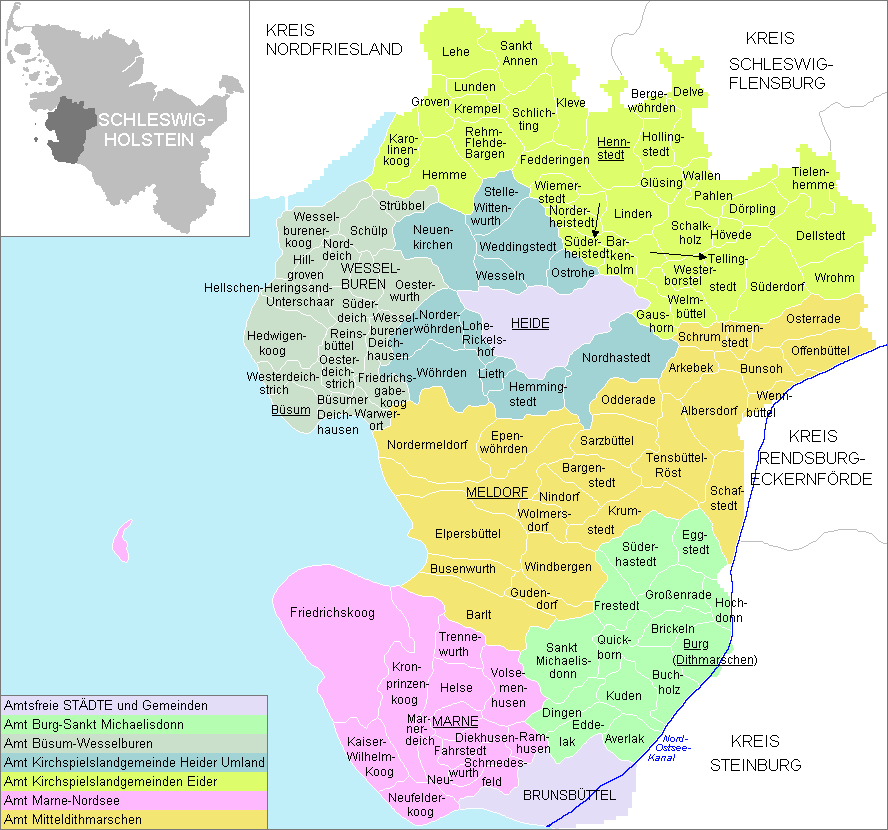
Powiat Dithmarschen z zaznaczonym podziałem na gminy

- pięć gmin miejskich
- sześć związków gmin (niem. Amt)

Gminy miejskie:
| Lp. | Nazwa gminy | Ludność (31.12.2013) | Powierzchnia km² |
| --- | ----------- | -------------------- | ---------------- |
| 1   | Brunsbüttel | 12.721               | 65,24            |
| 2   | Heide       | 21.105               | 31,97            |
| 3   | Marne       | 5.590                | 4,83             |
| 4   | Meldorf     | 7.294                | 21,25            |
| 5   | Wesselburen | 3.006                | 5,14             |

Związki gmin:
| Lp. | Nazwa związku gmin                    | Ludność (31.12.2013) | Powierzchnia km² | Liczba gmin |
| --- | ------------------------------------- | -------------------- | ---------------- | ----------- |
| 1   | Burg-Sankt Michaelisdonn              | 15.986               | 153,22           | 14          |
| 2   | Büsum-Wesselburen                     | 12.452               | 143,75           | 18          |
| 3   | Kirchspielslandgemeinde Heider Umland | 15.745               | 157,07           | 11          |
| 4   | Kirchspielslandgemeinden Eider        | 18.637               | 361,26           | 34          |
| 5   | Marne-Nordsee                         | 12.921               | 175,77           | 13          |
| 6   | Mitteldithmarschen                    | 23.098               | 339,61           | 24          |